# 우페이츠
우페이츠(중국어: 吳佩慈, 병음: Wú Pèicí, 한자음: 오패자, 1978년 10월 4일 ~ )는 중화민국의 가수, 배우이다.

## 방송
- 슈퍼스타 차이나 심사위원 (2013년)
- 협주곡

## 영화
- 이별계약 (2013년) - 조우레이 역
- 양애회가 (2011년)
- 두라라 승진기 (2010년)
- 검우강호 (2010년)
- 추영 (2009년) - 시마 역
- 독가시애 (2006년)
- 지존무뢰 (2006년)
- 마을 사진첩 (2005년)
- 인투 더 썬 (2005년) - 마이 링 역
- 유나이티드 위 스탠드 앤 스윔 (2001년)
- 애여성 (2000년)

## 드라마
- 식신 (2007년)